# La sera del dì di festa
La sera del dì di festa è una delle liriche dei Canti di Giacomo Leopardi, composta a Recanati probabilmente nel 1820. In questo componimento poetico Leopardi riflette sulla propria infelicità, accennando a una donna lontana ed indifferente: la percezione uditiva, infine, lo porta a meditare sullo svanire di ogni realtà ed esperienza umana per opera del tempo, che stende il silenzio sul dolore personale come sulle realtà storiche.

## Storia
La sera del dì di festa è un idillio composto, con tutta probabilità, a Recanati tra la primavera e i primi di ottobre del 1820. Il componimento venne pubblicato nel 1825 sul «Nuovo Ricoglitore» milanese del dicembre 1825 con il titolo La sera del giorno festivo insieme ad altri testi leopardiani (L'infinito, Alla luna, La vita solitaria, Il sogno e il Frammento XXXVII «Odi Melisso...»; successivamente, venne inserita nell'edizione bolognese dei Versi del 1826 e in quella fiorentina dei Canti, pubblicata nel 1831. Il componimento assunse il titolo attuale solo nel 1835, quando venne pubblicata la seconda edizione dei Canti a cura dell'amico Ranieri.
La materia dell'idillio non venne sistemata organicamente sin dal principio, così come avvenne per L'infinito, bensì riprende alcuni pensieri ed annotazioni che Leopardi appuntò nel 1819. Importante, per la genesi del componimento, una lettera del 1820 indirizzata all'amico Pietro Giordani, cui Leopardi comunica quello stato d'animo che sarà poi uno dei nuclei tematici della Sera al dì di festa:

## Contenuto

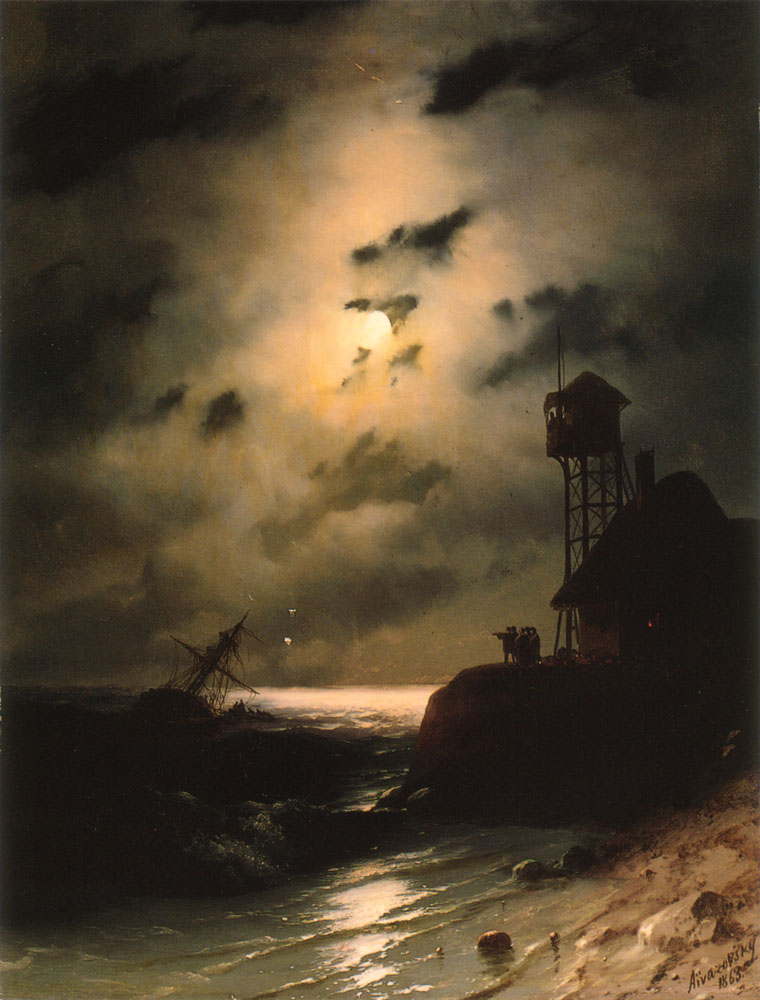
Ivan Konstantinovič Ajvazovskij, Paesaggio al chiar di luna con naufragio (1863); olio su tela, 76.2x59.1 cm, collezione privata

La sera del dì di festa, composto da quarantasei endecasillabi sciolti, si apre con l'immagine del paese di Recanati immerso nella quiete e illuminato dalla luna. L'idillio, il cui ritmo è rallentato dall'iterazione del polisindeto e dalla presenza di due aggettivi che anticipano il sostantivo a cui si riferiscono («dolce» e «chiara»), già nei primi versi presenta un'atmosfera lirica ed indeterminata, assai ricorrente nella poetica leopardiana. La contemplazione del paesaggio notturno, in particolare, è all'origine della confessione sentimentale di Leopardi, attraverso un'antitesi che accosta la sua disperazione intima e personale e la pace della Natura (vv. 2-4: «e queta sovra i tetti e in mezzo agli orti / posa la luna, e di lontan rivela / serena ogni montagna. [...]»).
Questo stridente contrasto si realizza attraverso la descrizione del sonno della donna amata, invocata dal poeta con un'apostrofe (v. 4: «O donna mia»). Questa donna non è descritta direttamente dal poeta, e la sua identificazione è certamente irrilevante ai fini del senso lirico del componimento: secondo alcuni biografi si tratterebbe di Serafina Basvecchi, figliastra di Vito Leopardi, zio di Giacomo, anche se più probabilmente si tratta di una figura femminile dai contorni indefiniti, evocata direttamente dalla fantasia del poeta. Ebbene, tale donna sta dormendo tranquillamente, indifferente ai tormenti interiori di Leopardi che, sveglio, riflette sulla propria condizione. La sofferenza di Leopardi non è tuttavia di natura amorosa: al contrario, ha radici più profonde ed è voluta dalla «antica natura onnipossente» (v. 13), unica responsabile dell'infelicità del genere umano, che ha negato al poeta ogni illusione e, addirittura, ogni speranza di felicità.
nego, mi disse, anche la speme; e d'altro

non brillin gli occhi tuoi se non di pianto»
Il diciassettesimo verso introduce finalmente l'occasione che dà il titolo al componimento, ovvero il giorno festivo, definito solenne per contrapporlo a quello feriale (definito «volgar» al v. 32); con tutta probabilità il poeta si riferisce al 15 di giugno, in cui si celebra la festività di San Vito, patrono di Recanati. Se, tuttavia, gli svaghi dei giorni di festa sono fonte di gioia e serenità per la donna, questi non hanno alcun effetto positivo su Leopardi che, al contrario, si interroga sulla durata di una vita talmente dolorosa. Egli, pertanto, si sente oppresso da un insopportabile senso di scoraggiamento e reagisce violentemente (v. 23: «mi getto, e grido, e fremo»): questo senso di disperazione si chiude con l'inaspettata comparsa di uno stimolo uditivo esterno, che sposta la riflessione leopardiana dal piano personale a quello universale. Si tratta del canto dell'artigiano che si allontana dalla strada:
La percezione uditiva sollecita Leopardi a interrogarsi sulla caducità delle cose umane: nulla resta della Roma imperiale, introdotta da un pronome dimostrativo per sottolinearne la grandezza con un effetto di patetica precisione. Di Roma e delle grandi civiltà del passato, infatti, più non si ragiona, a causa della spietata opera di distruzione e nullificazione del tempo, che cancella la gloria così come il giorno feriale cancella il giorno festivo, succedendogli: Leopardi chiude questa nichilistica riflessione concludendo che il mondo umano è dominato dal caso, ovvero l'«accidente» del verso 33.
L'idillio si chiude con un'amara constatazione: così come ai tempi della fanciullezza il giovane Leopardi provava una certa insoddisfazione del piacere del giorno festivo, anche nell'età adulta la notte festiva continua a essere motivo di pianto, con la differenza che ora è consapevole della legge esistenziale che gli provoca tanto tormento.

## Figure retoriche

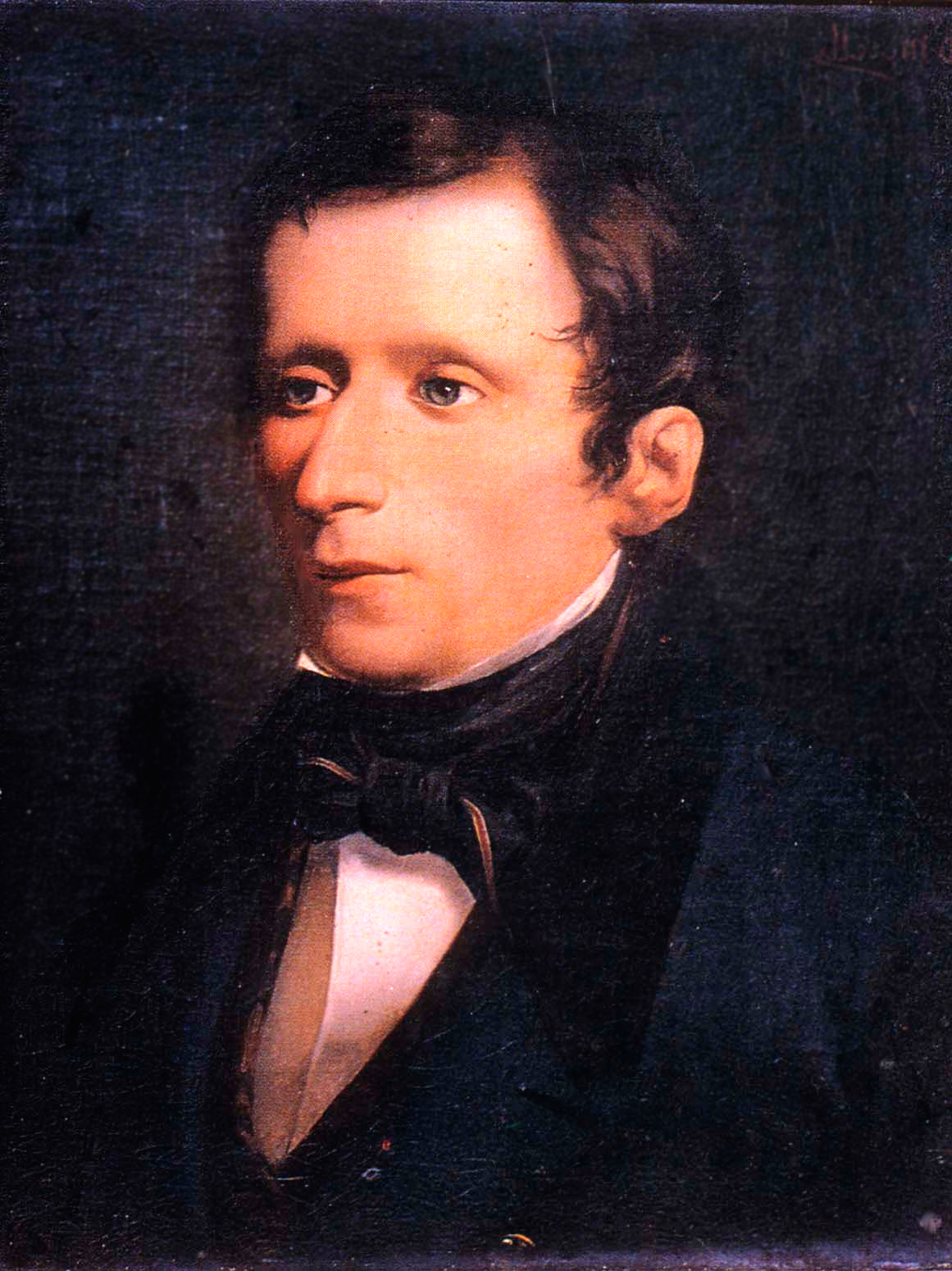
Domenico Morelli, Ritratto di Giacomo Leopardi (1845)

Varie sono le figure retoriche che accompagnano il testo:
- numerosissimi enjambement, ai vv. 3-4; vv. 8-9; vv. 11-12; vv. 14-15; vv. 25-26; vv. 30-31; vv. 31-32; vv. 33-34; vv. 34-35; vv. 35-36; vv. 38-39;
- un'apostrofe al quarto verso: «O donna mia»;
- anafore, ai vv. 7-11 («tu dormi … tu dormi») e ai vv. 33-34: «or dov’è… or dov’è»;
- diversi polisindeti, ai vv. 1-3: «Dolce e chiara è la notte e senza vento / e quieta sovra i tetti e in mezzo agli orti / posa la luna e di lontan rivela …»; vv. 35-36: «e il grande impero / di quella Roma, e l’armi, e il fragorio»; vv. 8-9: «e non ti morde / cura nessuna e già non sai né pensi»; vv. 22-23: «e qui per terra/ mi getto e grido e fremo»;
- una metafora al v. 24: «in così verde etate»;
- un parallelismo ai versi 33-35: «or dov’è il suono / di quei popoli antichi / or dov’è il grido / dei nostri avi famosi»;
- due metonimie: «già tace ogni sentiero» (v.5) e «piume» (v. 43);
- un chiasmo ai versi 30-32: «è fuggito / il dì festivo, ed al festivo il giorno / volgar succede»;
- una prosopopea ai versi 14-15: «A te la speme / nego, mi disse, anche la speme»;
- un'interrogativa retorica ai versi 33-37: «or dov’è il suono/ di quei popoli antichi/ or dov’è il grido/ dei nostri avi famosi, e il grande impero/ di quella Roma e l’armi e il fragorio/ che n’andò per la terra e l’oceano?»;
- una climax ascendente al ventitreesimo verso: «mi getto e grido e fremo».
- un climax crescente ai vv. 33-34-36 «or dov’è il suono/ or dov’è il grido/ di quella Roma e l’armi e il fragorio»;
- una sinestesia al v.1 «Dolce e chiara è la notte».

## I modelli letterari
La descrizione del paesaggio notturno dei versi iniziali è di stampo prettamente classico, rinviando ai componimenti di Francesco Petrarca, Virgilio e Ovidio: il modello letterario principale, in particolare, è un passo di Omero (Iliade, VIII, 555-559), che Leopardi tradusse nel 1818 e citò nel suo Discorso di un italiano intorno alla poesia romantica. L'incipit del testo latino recita:
Notiamo, infatti, analogie sul piano semantico, sintattico (il polisindeto è presente in ambedue i poemi) e infine tematico (in entrambe le composizioni, infatti, ritorna il soggetto della Luna).